# ۲ (پیش از میلاد)
۲ (پیش از میلاد) دومین سال قبل از تقویم میلادی است.

## درگذشتگان
‎